# Turó de les Pedritxes
El Turó de les Pedritxes és una muntanya de 790 metres que es troba entre els municipis de Matadepera i de Terrassa, a la comarca del Vallès Occidental.